# Copper Box

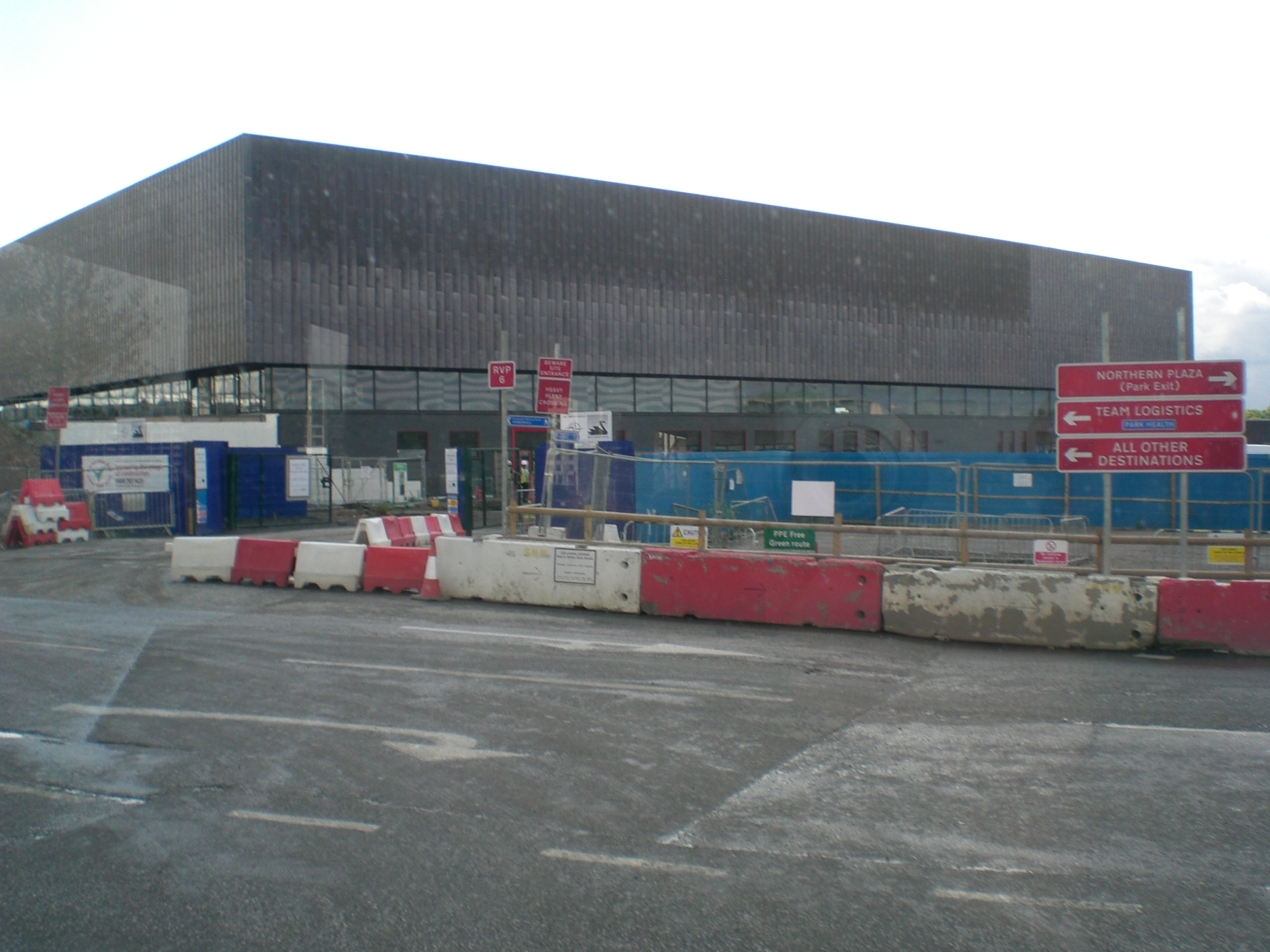
De Copper Box in aanbouw (juni 2011)

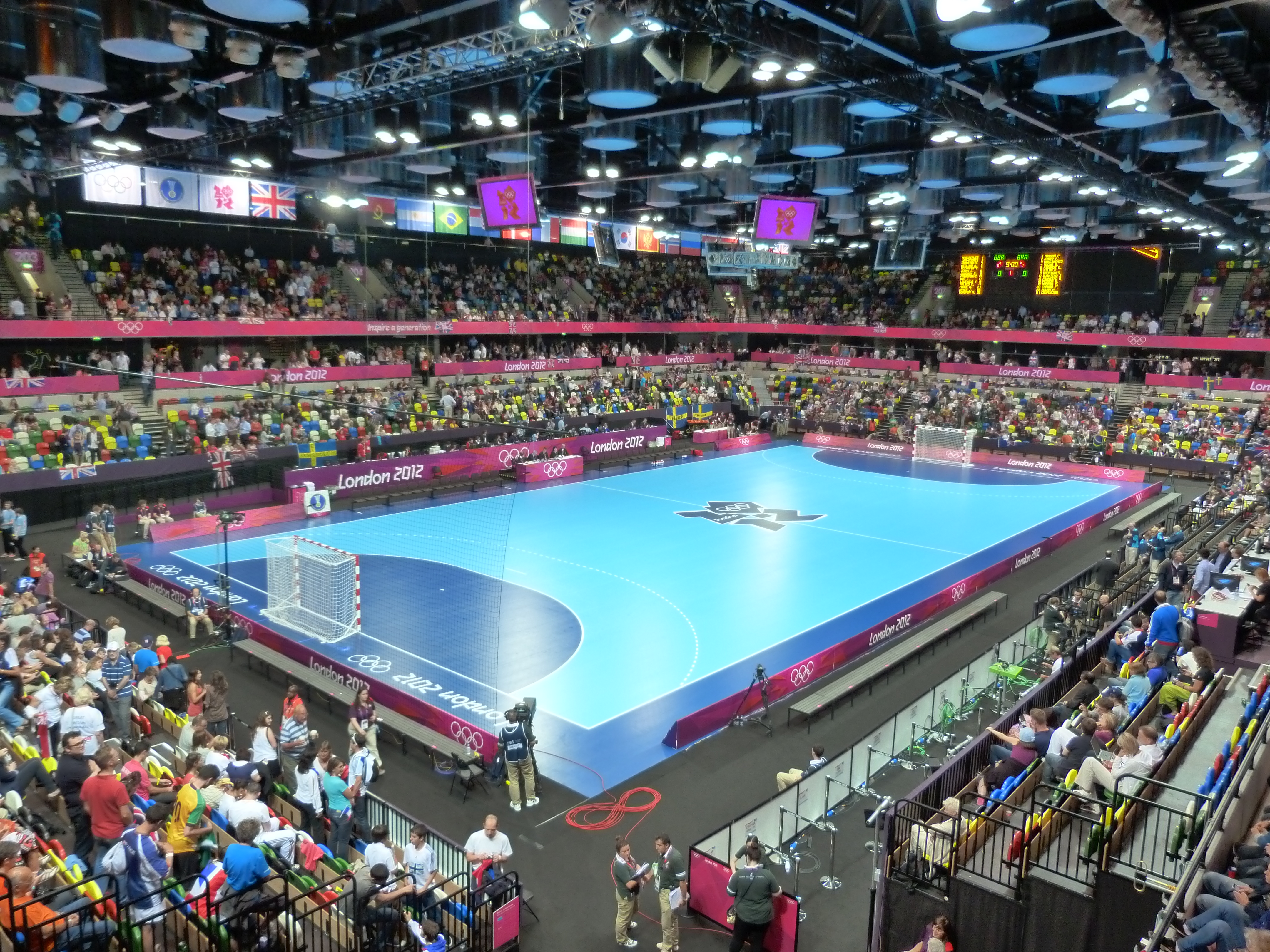
De Copper Box

De Copper Box is een nieuwe sporthal, die onderdeel uitmaakt van het Olympic Park, in Stratford, Newham in Groot-Londen. De sporthal werd gebruikt voor de Olympische Zomerspelen van 2012 en de Paralympische Zomerspelen van 2012. Tot 2012 heette de sporthal de "Handball Arena".
De Copper Box biedt plaatsen aan voor 6.000 à 7.000 toeschouwers. De Arena werd tijdens de Olympische Spelen gebruikt voor de voorronden en kwartfinales van het handbaltoernooi en het onderdeel schermen van de moderne vijfkamp. Tijdens de Paralympische Spelen werd het goalball gehouden. De olympische halve finale en finale vond plaats in het grotere Basketball Arena. Na de Spelen wordt de hal een multisport-arena voor lokaal gebruik, kunnen er atletiektrainingen plaatsvinden en lokale evenementen. Van de twee nieuwe sporthallen in het Olympisch Park, blijft de Copper Box als enige staan. De Basketball Arena zal verplaatst worden. 